# Atak na ambasadę Jordanii w Bagdadzie
Atak na ambasadę Jordanii w Bagdadzie – zamach bombowy, do którego doszło 7 sierpnia 2003 roku w Bagdadzie przed jordańską ambasadą, w wyniku którego zginęło około 17 osób i wielu zostało rannych.

## Przebieg
Świadkowie zdarzenia relacjonowali, że bomba schowana była w mikrobusie lub SUV-ie zaparkowanym w pobliżu murów siedziby placówki dyplomatycznej na krótko przed atakiem, do którego doszło chwilę przed godziną 11. Siła eksplozji sprawiła, że samochód wyrzucony został na dach kompleksu, zostawiając na ulicy części oraz ludzkie szczątki przypadkowych ofiar, wśród których były kobiety i dzieci. Jordański pracownik ambasady stwierdził, iż myślał, że ładunek wybuchowy został odpalony rakietą wycelowaną w przygotowany wcześniej pojazd.
Po wybuchu tłum rozzłoszczonych Irakijczyków wtargnął na teren ambasady, gdzie zaczęli niszczyć między innymi portrety króla Abdullaha II oraz jego ojca. W celu przywrócenia porządku interweniować musieli amerykańscy żołnierze oraz iracka policja. Niektórzy świadkowie sugerowali, że reakcja tłumu była odpowiedzią na zachowanie jordańskich ochroniarzy, którzy mieli zacząć strzelać do Irakijczyków próbujących pomóc rannym.

## Skutki
Jordańscy urzędnicy stwierdzili, że wszystkie śmiertelne ofiary miały irackie pochodzenie, w tym minimum sześciu policjantów pilnujących ambasady. Wśród ponad 50 rannych natomiast znalazł się jordański konsul, który został ciężko zraniony w nogę oraz miał obrażenia wewnętrzne.
Dowódca sił amerykańskich w Iraku, Ricardo Sanchez, twierdził, że atak ten był najgorszym od czasu zajęcia Bagdadu przez siły amerykańskie 9 kwietnia.

## Przyczyny
Żadna grupa terrorystyczna nie przyznała się do ataku, jednakże przyjmuje się, że była to odpowiedź na politykę Jordanii, która tydzień przed udzieliła azylu dwóm córkom Saddama Husajna oraz ich dzieciom. Decyzja ta spotkała się z gniewną reakcją części Irakijczyków, zwłaszcza, że przeciętnym Irakijczykom możliwość uzyskania azylu była ograniczana.
Poza tym wśród Irakijczyków panowało przekonanie, że Amman wykorzystywał wcześniej niekorzystną sytuację Iraku objętego sankcjami ONZ, kupując tanio ropę od reżimu Saddama, wspierając tym po cichu istnienie dyktatury. Oprócz tego Jordania wsparła interwencję amerykańską, pozwalając USA na ulokowanie swoich baz na terytorium królestwa.
Tym samym dwuznaczna polityka Jordanii sprawiła, że zarówno przeciwnicy, jak i zwolennicy Saddama zaczęli ją postrzegać jako swojego wroga.